# Prix Montaigne de Bordeaux
Le prix Montaigne de Bordeaux, est un prix littéraire créé en 2003 par l'Académie du vin de Bordeaux et la ville de Bordeaux.

## Objet et organisation
Le prix récompense un ouvrage « représentatif des valeurs d'humanisme, de tolérance et de liberté chères à Montaigne, écrivain bordelais et maire de Bordeaux de 1581 à 1585. »
Le jury est actuellement présidé par Xavier Darcos.
La dotation est composée de 120 bouteilles de grands vins de Bordeaux membres de l'Académie du vin de Bordeaux, d'une valeur de 10 000 euros.

## Liste des lauréats

### Années 2000
- 2003 : Philippe Sollers, Illuminations à travers les textes sacrés, Robert Laffont
- 2004 : Jacques Julliard, Le Choix de Pascal, Desclée de Brouwer
- 2005 : Michel Winock, La France et les juifs, de 1789 à nos jours, Seuil[6]
- 2006 : Thérèse Delpech, L'Ensauvagement, Grasset
- 2007 : Pascal Bruckner, La Tyrannie de la pénitence : Essai sur le masochisme occidental, Grasset
- 2008 : Philippe Beaussant, Passages : De la Renaissance au Baroque, Fayard
- 2009 : Élie Barnavi, L'Europe frigide : Réflexions sur un projet inachevé, André Versaille

### Années 2010
- 2010 : Mona Ozouf, Composition française : Retour sur une enfance bretonne, Gallimard
- 2011 : Laurent Fabius, Le Cabinet des douze : Regards sur des tableaux qui font la France, Gallimard
- 2012 : Pierre Nora, Historien public, Gallimard (ainsi que pour l’ensemble de son œuvre)
- 2013 : Jean-Pierre Le Goff, La Fin du village : Une histoire française, Gallimard
- 2014 : Philippe Raynaud, La Politesse des lumières : Les lois, les mœurs, les manières, Gallimard[7]
- 2015 : Régis Debray, Un candide à sa fenêtre. Dégagements II, Gallimard
- 2016 : Éric Roussel, François Mitterrand. De l'intime au politique, Robert Laffont
- 2017 : Patrice Gueniffey, Napoléon et De Gaulle. Deux héros français, Perrin[8]
- 2018 : Philippe Sands, Retour à Lemberg, Albin Michel[9]
- 2019 : Jean Birnbaum, La Religion des faibles. Ce que le djihadisme dit de nous, Seuil

### Années 2020
- 2020 : Michel Pastoureau, Jaune. Histoire d'une couleur, Seuil[10],[11]
- 2021 : François Azouvi, Français, on ne vous a rien caché : la Résistance, Vichy, notre mémoire, Gallimard[12]
- 2022 : Raphaël Doan,  Le Rêve de l’assimilation, de la Grèce antique à nos jours, Evergreen[13]
- 2023 : Daniel Cohen, Homo numericus, la «civilisation» qui vient, Albin Michel[14]
- 2024 : François-Henri Désérable, L'Usure d'un monde, Gallimard[15]